# Sedlecký antifonář
Sedlecký antifonář je jednou z nejvýznamnějších památek pozdně románské knižní malby na českém území.

## Dějiny rukopisu

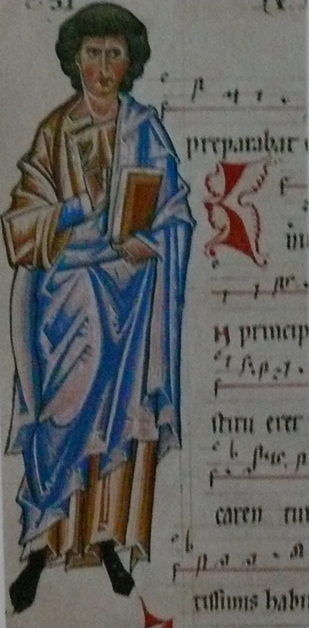
Postava sv. Jana Evangelisty

Hudební antifonář zřejmě vznikl ve 2. čtvrtině 13. století a byl určen některému ženskému cisterciáckému klášteru. Obsahuje celou řadu nádherných iluminací – ornamentálních iniciál i figurálních bordur a miniatur, z nichž je patrná byzantská inspirace hlavního malíře celého díla vzniklá zřejmě vlivem křižáckým výprav či sasko-durynského umění. Tvarosloví iluminací je zařazováno pod raně gotický tzv. lámaný styl(Zackenstil).
V 17. století byly některé poškozené pergamenové listy antifonáře nahrazeny papírovými s týmž textem, případně doplněny o texty nové. Takto vzniklý celek byl roku 1671 svázán a dnes je uložen v depozitáři Národní knihovny v Praze.

## Notace
Antifonář je psán na čtyřlinkové osnově s klíčovými soustavami f-c a c-g. Předlohou Hudební notace rukopisu byl jiný spis virgálního typu. Charakteristické je zejména hojné využití pomocných čar v osnově, a to jednak ve větším množství a zároveň v modernější podobě, než bylo tehdy obvyklé. Jednotlivé notové znaky mají velmi jasný tvar i charakter zápisu.